# Joe Saunders (chính khách)
Joe Saunders (sinh ngày 12 tháng 4 năm 1983) là một nhà hoạt động cộng đồng và chính khách người Mỹ. Ông là thành viên đảng Dân chủ của Hạ viện Florida, đại diện cho Quận 49, bao gồm phía bắc Hạt Orange và cơ sở chính của Đại học Trung tâm Florida, từ năm 2012 đến 2014.

## Lịch sử
Saunders sinh ra ở Fort Lauderdale và theo học Đại học Trung tâm Florida, từ đó ông tốt nghiệp ngành khoa học chính trị năm 2005. Khi còn học đại học, anh hoạt động trong khuôn viên trường, làm Chủ tịch của  Hội sinh viên Đồng tính, Song tính và đồng chủ tịch Hội đồng tiến bộ UCF. Sau khi tốt nghiệp, Saunders nhận công việc là một nhà tổ chức thực địa với Equality Florida, một tổ chức quyền LGBT. Từ năm 2005 - 2015 Saunders giữ các vị trí cấp cao tại tổ chức bao gồm Giám đốc toàn quốc, Giám đốc tham gia công dân và Giám đốc chương trình của Equality Means Business, liên minh bình đẳng doanh nghiệp cấp nhà nước đầu tiên của đất nước.

## Bầu cử 2014
Vào tháng 11 năm 2014, đảng Dân chủ đã chịu một làn sóng thua ở Trung Florida. Trong một sự buồn bã bất ngờ, Saunders đã bị đánh bại trong chiến dịch tái tranh cử của mình bởi nhà hoạt động Cộng hòa và trường trung học địa phương Rene"Coach P"Plasencia. Plasencia đã kiếm được 19.119 phiếu bầu cho 18.405 cho Saunders, chiếm ghế với tỷ lệ 714 phiếu và 51% số phiếu đại cử tri.